# Max Blümner
Alfred Eugen Max Blümner (* 17. August 1867 in Berlin; † 22. März 1946 ebenda) war ein sächsischer Offizier und späterer Militärschriftsteller.

## Leben
Blümner schlug eine militärische Laufbahn ein und wurde am 15. Januar 1889 zum Leutnant beim Fußartillerie-Regiment Nr. 12 ernannt. Er stieg am 13. September 1899 zum Hauptmann und Kompaniechef beim 3. Feldartillerie-Regiment Nr. 32 in Riesa auf. Er war Verwaltungsdirektor der Artilleriewerkstatt. Er erhielt am 18. November 1911 das Patent zum Major und etatsmäßigen Stabsoffizier beim Fußartillerie-Regiment Nr. 12 in Metz und wurde schließlich zum Bataillonskommandeur des II. Bataillons ernannt. Im Juni 1912 wurde er mit dem Roten Adlerorden 4. Klasse ausgezeichnet. Nach Ausbruch des Ersten Weltkrieges rückte er mit seinem Verband an die Westfront, wonach er zum Bataillonskommandeur des II. Bataillons des aus Landwehr- und Reservetruppen bestehendem Regiment, dem Königlich-Sächsischen Mörser-Infanterie-Regiments Nr. 12, avancierte. Im November 1914 wurde er für die Beschießung einer Festung mit dem Eisernen Kreuz II. Klasse ausgezeichnet. Im Dezember des Jahres wurde er mit den Schwertern zum Ritterkreuz I. Klasse des Albrechtsordens verliehen. Mit seinem Artillerieverband konnte er über mehrere Tage russische Positionen bei Sanniki beschießen und somit einen Infanterie-Sturm nördlich Lowicz ermöglichen. Er wurde für seine dortigen Verdienste am 11. Januar 1915 mit dem Ritterkreuz des Militär-St.-Heinrichs-Ordens ausgezeichnet. Er diente zuletzt als Regimentskommandeur des Reserve-Fußartillerie-Regiment Nr. 19 mit dem Rang eines Oberst.
Nach Kriegsende wurde er in die vorläufige Reichswehr übernommen und fungierte als Regimentskommandeur des Reichswehr-Artillerie-Regiments 19. Am 23. Juli 1920 wurde er mit der Erlaubnis zum Tragen der Uniform und unter Erteilung der Aussicht auf Anstellung im Zivildienst aus dem aktiven Heeresdienst verabschiedet. Er war Mitarbeiter der Wehrfreiheit, dem Jahrbuch der Deutschen Gesellschaft für Wehrpolitik und Wehrwissenschaften. Er schrieb nach seiner Verabschiedung unzählige Zeitungsartikel.

## Schriften
- Die französischen Rüstungen, in Süddt. Monatshefte, 1925.
- Ersatz und Werbeverfahren, in Süddeutsche Monatshefte, 1926
- Die "Heldentaten" der französischen Fremdenlegion in Marokko, in Deutsches Offiziersblatt. 1926
- Die Verschleppung von Kriegsgefangenen in der Fremdenlegion, in Süddeutsche Monatshefte, 1926
- Die deutsche Landespferdezucht im Niedergang. 1927
- Wehrkraft und Gebürtenrückgang, in Volk und Rasse. Illustrierte Monatsschrift für deutsches Volkstum, Rassenkunde und Rassenpflege. 1928
- Wanderpatrouillen mit Faltbooten, in Militär-Wochenblatt. 1928
- Unser Rohstoffmangel im Großen Kriege. Sicherstellung für die Zukunft, in Artilleristische Rundschau, 1933
- Leistungen neuzeitlicher Artillerie, in Dt. Ges. für Wehrpolitik und Wehrwissenschafte. 1934
- Die Bewaffnung der Flugzeuge mit Geschützen, in Dt. Ges. für Wehrpolitik und Wehrwissenschafte. 1935
- Die Vormilitärische Jugendausbildung in England, in Zeitschrift für neusprachlichen Unterricht Sonderheft. 1935
- Luftbeförderte und durch Fallschirm abgesetze Truppen. 1937
- Technischer Rundblick, in Militär-Wochenblatt. 1940[9]